# 新塞利夫卡 (大米海利夫卡鎮級市鎮)
46°59′32″N 29°54′43″E / 46.99222°N 29.91194°E
新塞利夫卡（烏克蘭語：Новоселівка）是位於烏克蘭西南部的村莊，由敖德萨州羅茲季利納區的大米哈伊利夫卡市鎮負責管轄。該村始建於1861年，面積1.32平方公里，海拔高度128米，2001年人口497，人口密度每平方公里376.52人。